# Ballana gerula
Ballana gerula är en insektsart som beskrevs av Ball 1910. Ballana gerula ingår i släktet Ballana och familjen dvärgstritar. Inga underarter finns listade i Catalogue of Life.